# 하동 쌍계사 팔상전 신중탱
하동 쌍계사 팔상전 신중탱(河東 雙磎寺 八相殿 神衆幀)은 경상남도 하동군 화개면 운수리 208, 쌍계사에 있는 조선시대의 신중도이다. 
2003년 4월 17일 경상남도의 유형문화재 제385호 쌍계사 팔상전 신중탱으로 지정되었다가, 2018년 12월 20일 현재의 명칭으로 변경되었다.

## 개요
쌍계사 팔상전 신중탱은 쌍계사에 보관 중으로 ‘쌍계사 고법당 제석신중탱(雙磎寺 古法堂 帝釋神衆幀)’이라 명명되기도 한다. 이 탱화는 1781년에 제작된 쌍계사 국사암 신중도를 모본으로 하여 조선 정조 14년(1790) 4월에 제작되었는데, 금어(金魚) 평삼(評三), 홍원(弘愿), 지순(智淳), 극찬(極贊) 등을 비롯하여 찰민(察旻), 양수(揚修) 등 여러 사람들이 편수(片手)에 참여하였다. 이 탱화는 세로가 긴 직사각형(181.4cm×128cm)으로 1폭(4부(副) 1포(鋪))이다.
쌍계사 팔상전 신중탱은 화면 하단 향좌측과 향우측에 화기란(畵記欄)이 각각 설정되어 있으며, 위태천 향좌측의 호법신의 착의는 주색과 녹청색으로 채색하였고 향우측 호법신의 착의 표현은 위태천의 모습에 표현된 것과 마찬가지로 호분을 두텁게 발라 금분을 도드라지게 표현하였다. 탱화에 그려진 인물은 거의 여백 없이 조밀하게 표현되었으며 그 주위는 황록의 채운과 화려한 문양이 장식되어 복잡한 느낌을 준다. 전통적인 도상을 계승하여 제작된 것으로서 차후 호남지역 신중도의 전형적인 도상이 된 불화이다.
이 탱화는 원래 쌍계사 팔상전에 봉안되었던 것이나 현재 쌍계사 성보박물관에 소장되어 있으며, 보존상태가 양호하다.

## 참고 자료
- 하동 쌍계사 팔상전 신중탱 - 국가유산청 국가유산포털